# الجمهوريون الفرنسيون تحت الإصلاح

تطورت الحركة الجمهورية في الخفاء، من خلال حشد أتباعها في الجمعيات السرية مثل كاربوناري، وترويج حركة نضالها من خلال الصحافة.
في عام 1820، صمم الجمهوريين على إسقاط النظام الملكي (المونارشية ) وذلك من خلال تحريض حركات التمرد ضد النظام الملكي في مواجهة اليمينيين المنشقين .
كل ذلك باء بالفشل، مما أدى إلى نفي القادة الرئيسيين للحركة أو إجراء محاكمة صورية لهم وإنزال عقوبة الإعدام بهم.
بعد فشل هذه المحاولات بالاستولاء على السلطة، قام الجمهوريون بإعادة بناء من الداخل مع وصول جيل جديد من بداية عهد شارل العاشر. ولذلك،  تم التخطيط  لفكرة التحالف مع الملكيين المعتدلين ، وقد تبلورت هذه الفكرة عقب الإجراءات الرجعية التي اتُخِذت من قبل ويليل وتشارلز العاشر .
انضم المعتدلون الملكيون إلى الجمعيات السرية، في حين أن الجمهوريين  يتعاونون على الصحافة الليبرالية.أ
نجاح هذا التحالف في الانتخابات البرلمانية التي جرت في 1827 أكد لهم  فكرة أن يأتي اليوم الذي يسمح لهم بالوصول إلى السلطة  .
‌